# Anoxycalyx joubini
Anoxycalyx joubini är en svampdjursart som beskrevs av Topsent 1916. Anoxycalyx joubini ingår i släktet Anoxycalyx och familjen Rossellidae. Inga underarter finns listade i Catalogue of Life.